# Diffusion anormale

Déplacement quadratique moyen pour différents types de diffusion anormale.

La diffusion anormale est un processus de diffusion décrit par une relation non linéaire entre le déplacement quadratique moyen {\displaystyle \langle r^{2}(t)\rangle } et le temps {\displaystyle t}. Ce comportement contraste plus ou moins fortement avec le mouvement brownien où cette loi est linéaire {\displaystyle \langle r^{2}(t)\rangle =2dDt}, {\displaystyle d} étant le nombre de dimensions et {\displaystyle D} le coefficient de diffusion.
Certains processus de diffusion complexes ne respectent pas la loi linéaire et des équations de diffusion fractionnaires ont été introduites afin de caractériser ces phénomènes de diffusion dite « anormale ».

## La diffusion «normale»
Dans la diffusion dite « normale » le paramètre macroscopique {\displaystyle D={\frac {\langle r^{2}\rangle }{2dt}}} est une constante ou dépend faiblement des conditions locales. L'étude cinétique des milieux, régis par l'équation de Boltzmann, permet de préciser cette notion. La contrepartie macroscopique du phénomène est la relation linéaire {\displaystyle q(f)=\alpha D\nabla f} où {\displaystyle q(f)} est la densité surfacique de flux de la quantité {\displaystyle f}. Par exemple, dans le cas des milieux gazeux, la relation entre la densité de flux de diffusion et le gradient de concentration (loi de Fick) et la densité de flux de chaleur et le gradient de température (loi de Fourier). Ces deux relations résultent d'une linéarisation des équations valide lorsque le libre parcours moyen {\displaystyle l} dans le milieu est petit devant la longueur caractéristique associée à toute quantité macroscopique {\displaystyle l<<l_{f}={\frac {f}{|\nabla f|}}}. Ceci s'observe également dans la conduction dans les solides traitée par l'intermédiaire des phonons ou celle des photons dans un milieu opaque.
La contrainte de libre parcours moyen s'applique au niveau microscopique dans un matériau composite ou inhomogène, géométriquement défini ou aléatoire. Il s'agit d'une contrainte sévère qui explique que la loi de diffusion, quel que soit ce sur quoi elle porte, puisse ne pas être valide dans de tels milieux,,.

## La diffusion «anormale»
La diffusion est ici donnée par la relation {\displaystyle \langle r^{2}\rangle =2dD_{a}t^{\alpha }} où {\displaystyle D_{a}} est le coefficient de diffusion apparent. Celui-ci est donc {\displaystyle D_{a}={\frac {D}{t^{\alpha -1}}}}. Sa variation temporelle montre qu'il ne s'agit pas d'une caractéristique intrinsèque du milieu mais d'une quantité équivalente qui masque le problème physique sous-jacent.
Les approches cinétiques non-linéaires étant limitées par leur complexité, une approche statistique est privilégiée pour l'étude des phénomènes. Une typologie est la suivante :
- {\displaystyle \alpha <1} : sous-diffusion. Ce type de comportement arrive dans  un domaine limité. Par exemple, un marcheure aléatoire dans un labyrinthe est limité par la taille des déplaçements admissibles. Ce phénomène est présent dans la diffusion de protéines au sein des cellules ou dans la diffusion à travers des milieux poreux. La sous-diffusion a été proposée comme mesure de l'encombrement macromoléculaire dans le cytoplasme.
- {\displaystyle 1<\alpha <2} : superdiffusion. La superdiffusion peut être le résultat de processus de transport cellulaire actif ou de sauts avec une longue traîne[4].
- {\displaystyle \alpha >2} : hyperbalistique. Elle a été observée dans des systèmes optiques[5].

Ce type de comportement apparaît lorsqu'il existe des corrélations à longue portée entre les signaux de marches aléatoires en temps continu, dans le cas d'un mouvement brownien fractionnaire et celui de la diffusion dans des milieux désordonnés ou fractals et la percolation.
Ces problèmes peuvent être non-extensifs, non-ergodiques, possédant un état d'équilibre régi par une entropie non-standard ou simplement stationnaires,,,.

## Applications
Des exemples de diffusion anormale sont observés dans des milieux constitués d'atomes ultra-froids, les systèmes masse-ressort harmoniques, le mélange dans le milieu interstellaire, les télomères dans le noyau cellulaire, les canaux ioniques dans la membrane cellulaire, les particules colloïdale dans le cytoplasme,,, le transport d'humidité dans les matériaux à base de ciment, les solutions de micelles vermiformes ou dans les mathématiques financières.